# Euphorbia tozzii
Euphorbia tozzii är en törelväxtart som beskrevs av Emilio Chiovenda. Euphorbia tozzii ingår i släktet törlar, och familjen törelväxter.
Artens utbredningsområde är Somalia. Inga underarter finns listade i Catalogue of Life.